# Кижингинский сомон
Се́льское поселе́ние «Кижингинский сомон» (бур. Хэжэнгын һомон) — муниципальное образование в Кижингинском районе Бурятии Российской Федерации.
Административный центр — село Кижинга.

## История
Статус и границы сельского поселения установлены Законом Республики Бурятия от 31 декабря 2004 года № 985-III «Об установлении границ, образовании и наделении статусом муниципальных образований в Республике Бурятия»

## Население
| 2002  | 2011  | 2012  | 2013  | 2014  | 2015  | 2016  |
| ----- | ----- | ----- | ----- | ----- | ----- | ----- |
| 7379  | ↘7025 | ↗7043 | ↘6961 | ↗7005 | ↘6998 | ↘6949 |
| 2017  | 2018  | 2019  | 2020  | 2021  | 2023  | 2024  |
| ↘6884 | ↘6792 | ↗6793 | ↘6766 | ↗6955 | ↘6855 | ↘6724 |

## Состав сомона
| № | Населённый пункт | Тип населённого пункта       | Население |
| - | ---------------- | ---------------------------- | --------- |
| 1 | Бахлайта         | улус                         | ↘85       |
| 2 | Кижинга          | село, административный центр | ↗6376     |
| 3 | Красный Яр       | село                         | ↘54       |
| 4 | Ушхайта          | улус                         | ↘545      |